# Liste öffentlicher Bücherschränke im Landkreis Tübingen
In der Liste öffentlicher Bücherschränke im Landkreis Tübingen sind öffentliche Bücherschränke für Orte, die zum Landkreis Tübingen in Baden-Württemberg gehören, aufgeführt. Sie ist primär nach Orten sortiert, unabhängig davon, ob es sich um Ortsteile, Gemeinden oder Städte handelt. Der Artikel ist Teil der übergeordneten Liste öffentlicher Bücherschränke in Baden-Württemberg. Ein öffentlicher Bücherschrank ist ein Schrank oder schrankähnlicher Aufbewahrungsort mit Büchern, der dazu dient, Bücher kostenlos, anonym und ohne jegliche Formalitäten zum Tausch oder zur Mitnahme anzubieten. Die Liste erhebt keinen Anspruch auf Vollständigkeit.

## Öffentliche Bücherschränke im Landkreis Tübingen
Derzeit sind im Landkreis Tübingen 25 öffentliche Bücherschränke erfasst (Stand: 29. November 2022):
| Bild | Ausführung    | Ort                  | Seit         | Anmerkung                                                     | Geokoordinaten                        |
| ---- | ------------- | -------------------- | ------------ | ------------------------------------------------------------- | ------------------------------------- |
|      | Bücherregal   | Bebenhausen          |              | Bücherbaum Bebenhausen                                        | ⊙ Am Goldersbach 18                   |
|      | Bücherschrank | Bodelshausen         |              | [ 1 ]                                                         | ⊙                                     |
|      | Bücherschrank | Bühl                 |              |                                                               | ⊙ Eugen-Bolz-Straße                   |
|      | Telefonzelle  | Derendingen          | 2017         | Büchertauschzelle an der Adventgemeinde                       | ⊙ Moltkestraße 26                     |
|      | Bücherschrank | Derendingen          | 2016         | Im Mühlenviertel.                                             | ⊙ Magazinplatz 2                      |
|      | Bücherregal   | Dußlingen            |              | Bücherbaum im Bürgerpark Dusslingen                           | ⊙                                     |
|      | Bücherschrank | Gomaringen           |              | Gomaringer Bücherschrank                                      | ⊙ Schloßhof 3                         |
|      | Bücherschrank | Kilchberg            |              | [ 1 ]                                                         | ⊙ Tessinstraße 11–15                  |
|      | Bücherregal   | Kusterdingen         |              | Öffentliches Bücherregal im BONUS-Markt Kusterdingen          | ⊙ Emil-Martin-Straße 6                |
|      | Bücherregal   | Lustnau              |              | Bücherbaum Goldersbachklause                                  | ⊙ Bebenhäuser Straße 29               |
|      | Bücherschrank | Lustnau-Herrlesberg  | 2014         | Bücherschrank beim Herrlesbergladen                           | ⊙ Stäudach 90                         |
|      | Bücherzelle   | Mössingen            | Dez. 2016    | Initiative der Mössinger Bürgerstiftung                       | ⊙ Bahnhofstraße 8                     |
|      | Bücherschrank | Pfäffingen           | 2020         | Offener Bücherschrank vor dem Rathaus in Pfäffingen           | ⊙ Schlosshof 2                        |
|      | Bücherschrank | Pfrondorf            | 2014         | Offenes Bücherhaus im Dorfgärtle Pfrondorf                    | ⊙ Maienfeldstraße 1                   |
|      | Bücherschrank | Poltringen           | 2020         | Offener Bücherschrank vor dem Rathaus in Poltringen           | ⊙ Poltringer Hauptstraße 45           |
|      | Bücherschrank | Reusten              |              | Buchtausch (Bushaltestelle)                                   | ⊙ Altinger Straße 2                   |
|      | Holzschrank   | Rottenburg am Neckar | 15. Mai 2014 | Bücherschrank „Buchhaltestelle“                               | ⊙ Obere Gasse 12, vor „Die alte Welt“ |
|      | Bücherschrank | Südstadt             |              | Bücherschrank Wagenburg Wankheimer Täle                       | ⊙ Eisenhutstraße 66                   |
|      | Bücherschrank | Tübingen             |              | Im Freibad                                                    | ⊙ Freibad 1                           |
|      | Bücherregal   | Tübingen             |              | Bücherbaum                                                    | ⊙ Mörikestraße 14                     |
|      | Bücherregal   | Tübingen             |              | Vor dem d.a.i.                                                | ⊙ Karlstraße 3                        |
|      | Bücherregal   | Tübingen             |              | Vor dem Club Voltaire                                         | ⊙ Haaggasse 26b                       |
|      | Bücherschrank | Unterjesingen        | 2018         | Bücherschrank am Bahnhof Unterjesingen-Mitte der Ammertalbahn | ⊙ Ammertalbahnstraße                  |
|      | Bücherregal   | Wanne                |              | Bücherbaum Heuberger Tor                                      | ⊙ Pflanzschulweg                      |
|      | Bücherschrank | Wurmlingen           |              | Wurmlinger Bücherschrank                                      | ⊙ Bricciusstraße                      |

## Ehemalige Bücherschränke
Folgende ehemalige öffentliche Bücherschränke bestanden einst im Landkreis Tübingen:
| Bild | Ausführung    | Ort      | Seit      | Anmerkung       | Geokoordinaten       |
| ---- | ------------- | -------- | --------- | --------------- | -------------------- |
|      | Bücherschrank | Tübingen |           | [ 1 ]           | ⊙ Am Lustnauer Tor 4 |
|      | Bücherkarren  | Lustnau  | 2014–2021 | REWE-Supermarkt | Dorfackstr. 15–19    |

## Statistik
Für einen Vergleich zu den anderen Land- und Stadtkreisen Baden-Württembergs sowie zum Landesdurchschnitt siehe die Statistik öffentlicher Bücherschränke in Baden-Württemberg.